# Рюти, Шарль Этьенн Франсуа
Шарль Этьен Франсуа де Рюти (фр. Charles-Étienne-François Ruty; 4 ноября 1774, Безансон — 24 апреля 1828, Париж) — французский военачальник, артиллерист, дивизионный генерал, граф Империи.

## Биография
В 1793 году закончил артиллерийскую школу в Шолоне и был направлен в Северную армию. Участвовал в Египетском походе Наполеона, начальник артиллерийского парка армии в звании шефа батальона. Затем участвует в сражениях при Аустерлице и при Фридланде. В 1808 пожалован в бароны империи, назначен директором артиллерийской школы в Тулузе. Затем несколько лет командовал артиллерией французской Андалузской армии маршала Сульта в Испании. В этот период изобрел новый тип гаубицы, названный его именем.
В 1813 году генерал Рюти был вызван во Францию и назначен командующим артиллерией корпуса маршала Удино в ходе Саксонской кампании. За отличие пожалован в графы империи. Во время Ста дней поддержал Наполеона, командовал всей армейской артиллерией при Ватерлоо (гвардейской — дивизионный генерал Дево де Сен-Морис). После второй реставрации — генерал-инспектор артиллерии, государственный канцлер (1818), пэр Франции (1819).

## Награды
Легионер ордена Почётного легиона.
 Офицер ордена Почётного легиона.
 Коммандан ордена Почётного легиона.
 Кавалер военного ордена Святого Людовика.
 Великий офицер ордена Почётного легиона.